# Soarele și luna
"Soarele e Luna" é uma canção do cantor e compositor moldavo Pasha Parfeni, lançada a 19 de janeiro de 2023. A canção representou a Moldávia no Festival Eurovisão da Canção de 2023 após vencer o Etapa națională 2023, a seleção nacional da Moldávia para o Festival Eurovisão da Canção.

## Festival Eurovisão da Canção
A Moldávia foi classificada para a 1.º semi-final, a ser realizada a 9 de maio de 2023, e apresentou-se na 2.ª metade do show. A música conseguiu a passagem para a final.